# مانويل كورديرو
مانويل كورديّرو (بالبرتغالية: Manuel Cordeiro‏) هو مدرب كرة قدم برتغالي، ولد في 26 أغسطس 1983.